# Torkel Petersson
Ola Torkel Petersson, född 19 augusti 1969 i S:t Peters klosters församling, Lund, är en svensk skådespelare.

## Utbildning
Petersson drömde som ung om att bli operasångare och studerade vid musikgymnasiet i Malmö. Han började spela amatörteater vid Studioteatern i Malmö och gick ut Teaterhögskolan i Stockholm 1991.

## Teater
Torkel Petersson har varit engagerad vid Folkteatern i Gävleborg, Göteborgs stadsteater och Dramaten. Bland uppsättningarna på Göteborgs stadsteater kan nämnas Pelle Snusk, Hamlet, Misantropen och Allt eller inget. På Dramaten har han setts i föreställningar som Befriad, Strömming på Cattelin och Blottare och parasiter.

## Film och TV
Torkel Petersson har medverkat i ett flertal långfilmer bland annat Noll tolerans, En rikedom bortom allt förstånd och Kopps. Han fick sitt genombrott i Josef Fares film Jalla! Jalla! 2000. Han har setts i TV-produktioner som till exempel Norrmalmstorg, En uppstoppad hund och Hjälp!. Han spelade också Dynamit-Harry i nystarten av Jönssonligan, kallad Jönssonligan – Den perfekta stöten.

## Utmärkelser
Petersson fick priset Shooting Stars Award 2003 vid Filmfestivalen i Berlin och Best Actor på Comedy of Arts filmfestival i Colorado för sin roll i Jalla! Jalla!

## Filmografi i urval
- 1999 – Noll tolerans
- 2000 – En rikedom bortom allt förstånd
- 2000 – Det nya landet (TV-serie)
- 2000 – Jalla! Jalla!
- 2002 – Gamla män i nya bilar
- 2003 – Kopps
- 2003 – Norrmalmstorg
- 2003 – Mamma pappa barn
- 2003 – Tur & retur
- 2005 – Doxa
- 2006 – Offside
- 2006 – En uppstoppad hund
- 2007 – Hjälp! (TV-serie)
- 2008 – Patrik 1,5
- 2009 – Nasty Old People
- 2010 – Farsan
- 2011 – En enkel till Antibes
- 2011 – Svensson, Svensson - i nöd och lust
- 2012 – 30 grader i februari
- 2013 – Eskil och Trinidad
- 2014 – Tjockare än vatten (TV-serie)
- 2014 – Torpederna (TV-serie)
- 2015 – Jönssonligan – Den perfekta stöten
- 2015 – Odödliga
- 2017 – Torpederna (TV-serie)
- 2017 – Jordgubbslandet
- 2017 – Becker - Kungen av Tingsryd
- 2018 – Livet på Dramaten (TV-serie)
- 2018 – Halvdan Viking
- 2019 – De dagar som blommorna blommar (TV-serie)
- 2021 – Den osannolika mördaren (TV-serie)
- 2022 – Ur spår
- 2023 – Slutet på sommaren (TV-serie)
- 2025 – Kevlarsjäl

## Teater

### Roller (ej komplett)
| År   | Roll                                                                    | Produktion                                                                                  | Regi                    | Teater                |
| ---- | ----------------------------------------------------------------------- | ------------------------------------------------------------------------------------------- | ----------------------- | --------------------- |
| 1997 | Johnny                                                                  | Johnny var en ung soldat (Johnny Got His Gun) Dalton Trumbo                                 | Johan Holmberg          | Teater Bhopa          |
| 1999 |                                                                         | Till Damaskus August Strindberg                                                             | Katrine Wiedemann       | Göteborgs stadsteater |
| 2000 |                                                                         | Molières Misantrop (Molières misanthrope) Botho Strauss                                     | Alexa Ther              | Göteborgs stadsteater |
| 2001 |                                                                         | Brand Henrik Ibsen                                                                          | Ole Anders Tandberg     | Göteborgs stadsteater |
| 2001 |                                                                         | Hair James Rado, Gerome Ragni och Galt MacDermot                                            | Alexa Ther              | Göteborgs stadsteater |
| 2001 |                                                                         | Albert Speer David Edgar                                                                    | Jasenko Selimović       | Göteborgs stadsteater |
| 2002 | Sångaren                                                                | Pelle Snusk (Shockheaded Peter) Julian Crouch och Phelim McDermott                          | Carolina Frände         | Göteborgs stadsteater |
| 2003 |                                                                         | Allt eller inget (The Full Monty) Terrence McNally och David Yazbek                         | Åsa Melldahl            | Göteborgs stadsteater |
| 2005 | Lucio                                                                   | Lika för lika (Measure for Measure) William Shakespeare                                     | Yannis Houvardas        | Dramaten              |
| 2006 | Werner Bruun                                                            | Pinocchios aska (Pinocchios aske) Jokum Rohde                                               | Anna Novovic            | Dramaten              |
| 2007 | Adolf                                                                   | Blottare och parasiter Lucas Svensson                                                       | Ole Anders Tandberg     | Dramaten              |
| 2008 | Konung Gustav I                                                         | Tre kronor August Strindberg                                                                | Åsa Kalmér              | Dramaten              |
| 2009 | Hugo Bruhn                                                              | Final Victoria Benedictsson och Axel Lundegård                                              | Hilda Hellwig           | Dramaten              |
| 2009 | Fadern                                                                  | Askungen Sofia Fredén                                                                       | Malin Stenberg          | Dramaten              |
| 2010 | Prospero                                                                | Lilla stormen Kristian Hallberg                                                             | Sally Palmquist Procopé | Dramaten              |
| 2013 | Medverkande                                                             | The Mental States of Sweden Mattias Andersson                                               | Mattias Andersson       | Dramaten              |
| 2014 | George, Hertig av Clarence Hastings Unge York Lovel Tyrell En budbärare | Rickard III (The Life and Death of King Richard the Third) William Shakespeare              | Stefan Larsson          | Dramaten              |
| 2015 | Prometheus                                                              | Den fjättrade Prometheus (Προμηθεὺς Δεσμώτης, Promētheús Desmṓtēs) Aischylos                | Karl Dunér              | Dramaten              |
| 2016 | Roger Tramplemain                                                       | Rampfeber (Noises Off) Michael Frayn                                                        | Alexander Mørk-Eidem    | Dramaten              |
| 2016 | Prometheus                                                              | Den fjättrade Prometheus (Προμηθεὺς Δεσμώτης, Promētheús Desmṓtēs) Aischylos                | Karl Dunér              | Dramaten              |
| 2017 | George, Hertig av Clarence Hastings Unge York Lovel Tyrell En budbärare | Rickard III (The Life and Death of King Richard the Third) William Shakespeare              | Stefan Larsson          | Dramaten              |
| 2018 | Viktor                                                                  | En natt i den svenska sommaren Erland Josephson                                             | Eirik Stubø             | Dramaten              |
| 2018 | Ray                                                                     | Mary Page Marlowe Tracy Letts                                                               | Alexander Mørk-Eidem    | Dramaten              |
| 2019 | Pozzo                                                                   | I väntan på Godot (En attendant Godot) Samuel Beckett                                       | Karl Dunér              | Dramaten              |
| 2020 |                                                                         | Berusade (Пьяные, P'yanyye) Ivan Vyrypaev                                                   | Tobias Theorell         | Dramaten              |
| 2021 |                                                                         | Den yttersta minuten Mattias Andersson                                                      | Mattias Andersson       | Dramaten              |
| 2021 | Döden                                                                   | Alkestis (Ἄλκηστις, Alkēstis) Euripides                                                     | Elli Papakonstantinou   | Dramaten              |
| 2022 | Baronen                                                                 | Natthärbärget (На дне, Na dne) Maksim Gorkij                                                | János Szász             | Dramaten              |
| 2022 |                                                                         | Brott och straff (Преступление и наказание, Prestuplenije i nakazanije) Fjodor Dostojevskij | Oliver Frljić           | Dramaten              |
| 2023 | Brown                                                                   | Tolvskillingsoperan (Die Dreigroschenoper) Bertolt Brecht och Kurt Weill                    | Sofia Adrian Jupither   | Dramaten              |
| 2025 | Svärsonen                                                               | Pelikanen August Strindberg                                                                 | Emil Graffman           | Dramaten              |